# Estoppel en droit français
En droit français, l'estoppel  est « l’interdiction de se contredire au détriment d’autrui », ou principe du « non concedit venire contra factum proprium » de la lex mercatoria. Son application est plus large  en France et définit une objection qui empêche un État de contredire son argument antérieur dans la même instance. L'estoppel est reconnu par la jurisprudence judiciaire. En droit administratif il n'est pas reconnu.

## En droit privé
D'abord limité au droit international privé, la Cour de cassation a admis a contrario son existence en procédure civile dans un arrêt d'assemblée plénière du 27 février 2009. 
Le fondant sur l'exigence de bonne foi de l'alinéa 3 de l'article 1134 du Code civil selon lequel les conventions s'exécutent de bonne foi, et le soumettant à plusieurs conditions cumulatives, la Cour de cassation semble classer l'estoppel dans les fins de non-recevoir. En visant également l'article 122 du code de procédure civile, la haute juridiction a admis le principe de l'estoppel par la négative car elle ne l'a pas accepté en l'espèce. Elle précisait « La seule circonstance qu'une partie se contredise au détriment d'autrui n'emporte pas nécessairement fin de non-recevoir ».
L'estoppel, qui caractérise une sanction en procédure civile, est une fin de non-recevoir fondée sur l'interdiction de se contredire au détriment d'autrui. Le principe est appliqué pour la première fois par la Cour d'appel de Paris dans un arrêt du 17 janvier 2002, en matière d'arbitrage, où la Cour a considéré qu'une partie qui s'est prévalue d'une clause compromissoire, et qui a participé dans l'instance arbitrale sans réserves, ne pouvait pas invoquer le défaut de compétence du tribunal arbitral devant le juge de l'annulation.
L'estoppel doit être distingué de la renonciation ou de l'acquiescement, qui consistent également dans un comportement incohérent, mais sans la condition de détriment pour la deuxième partie. Cependant les deux concepts partagent le même champ d'application.  Antérieurement à l'introduction du principe de l'estoppel, la Cour de cassation sanctionnait déjà d'irrecevabilité, une argumentation incompatible avec celle présentée devant la Cour d'appel. 
L'estoppel doit également être distingué de l'exécution de bonne foi des contrats et même des compromis, car la sanction de la violation d'une obligation contractuelle se trouve dans un rejet de la demande au fond, et non dans l'irrecevabilité.
Le principe de l'estoppel a été consacré pour la première fois devant la Cour de cassation également dans une affaire d'arbitrage concernant le tribunal des différends irano-américains. En l'espèce le demandeur, M. Abrahim Golshani, a demandé l'annulation d'une sentence arbitrale, alors qu'il avait lui-même introduit une demande devant le tribunal arbitral. Au lieu de se fonder sur la renonciation, la Cour invoque « la règle de l'estoppel ». 
Cependant, loin de consacrer une interdiction générale de se contredire au détriment d'autrui, la jurisprudence a restreint la portée de l'estoppel : dans un arrêt d'assemblée plénière, la Cour de cassation a cassé un arrêt des juges du fond, au motif que « le fait qu'une partie se contredise au détriment d'autrui, ne constitue pas nécessairement une fin de non-recevoir ». La Cour a justifié sa solution en soutenant que le litige n'était pas de même nature, ni fondé sur les mêmes conventions et n'opposait pas les mêmes parties.  Cet arrêt limite sensiblement la portée principe de l'estoppel, même s'il est encore discuté sur le point de savoir si les trois critères posés par la Cour de cassation doivent être appliqués de façon cumulative.
Ainsi, par arrêt du 3 février 2010, la Cour de cassation a vérifié si les conditions de l'estoppel étaient réunies, pour répondre en l'espèce par la négative.
Par un arrêt du 20 septembre 2011 (pourvoi no 10-22.888), la chambre commerciale de la Cour de cassation a rappelé le principe selon lequel « nul ne peut se contredire au détriment d'autrui ». Dans cette espèce, elle a jugé qu'avait violé ce principe la cour d'appel de renvoi qui déclare irrecevables les demandes formées contre une société qui se prévalait devant elle de la circonstance qu'elle aurait été dépourvue de personnalité juridique lors des instances ayant conduit aux décisions attaquées, alors que cette société avait elle-même formé et instruit le pourvoi ayant donné lieu à renvoi après une cassation partielle.
Par un arrêt du 19 décembre 2012, la Cour de cassation confirme que l'estoppel est une fin de non-recevoir mais n'est pas un cas d'ouverture du recours en annulation.
À titre d'exemples, en droit des baux commerciaux :
- Dans cette décision du 8 mars 2018, le concluant argumentait sur le jeu des articles L.145-4 et 9 du code de commerce ; pourtant leur régime est très différent puisque le 1er vise la résiliation triennale et le second, la résiliation nonnénale ou la tacite prorogation d’un bail commercial. L’outrecuidance que le concluant a eu de se prévaloir du bénéfice d’un texte qui ne s’appliquait pas à la situation juridique a entrainé le rejet de son action par la Haute Cour « n’est pas recevable à soutenir » ; devant la Cour de cassation, un moyen contraire à ses écritures[11].

Cette sanction conduit de facto à ouvrir à la victime un droit à réparation pour le préjudice causé par un manquement à la bonne foi, concrétisé par un changement brutal d'attitude de la part du plaideur ou du cocontractant.
En d’autres termes, l'estoppel sanctionne un comportement procédural d'une des parties lorsqu'il est constitutif d'un changement de position en droit, de nature à induire son adversaire en erreur sur ses intentions.

## En droit public
En droit administratif, particulièrement en matière de droit fiscal, cette règle ne s’applique pas non plus selon un avis rendu le 1er avril 2010 par le Conseil d'État. La haute juridiction retient qu’un requérant ne peut utilement invoquer ce principe, selon lequel une partie ne saurait se prévaloir de prétentions contradictoires au détriment de ses adversaires. Le principe de l’estoppel ne s’applique pas en contentieux fiscal français. 
Au-delà du contentieux fiscal, le Conseil d’État a, par un arrêt du 2 juillet 2014, considéré « qu’il n’existe pas, dans le contentieux de la légalité, de principe général en vertu duquel une partie ne saurait se contredire dans la procédure contentieuse au détriment d’une autre partie », consacrant ainsi l’inexistence du principe de l’estoppel en droit du contentieux administratif français.